# Théo Ananissoh
Théo Ananissoh (né en 1962 en République centrafricaine de parents togolais) est un écrivain togolais.

## Biographie
Théo Ananissoh vit en République centrafricaine jusqu'à l'âge de douze ans, avant de suivre ses parents, qui reviennent au Togo pour fuir le régime de Jean-Bedel Bokassa.
En 1986, il vient à Paris pour y suivre des études de lettres à l'université Sorbonne Nouvelle, où il obtient une maîtrise de Lettres modernes et un doctorat en littérature générale et comparée. Il enseigne le français dans des collèges de l'académie de Versailles, puis, de 1996 à 2001, la littérature africaine francophone à l'université de Cologne, en Allemagne, où il vit depuis 1994. Il a publié six romans, dont trois chez Gallimard dans la collection Continents noirs.
Il écrit aussi des essais et des nouvelles, notamment une, écrite à l'occasion d'une résidence d'écriture en Tunisie, 1 moins un, qui est parue dans un ouvrage collectif, Vingt ans pour plus tard, publié en 2009 par les éditions Elyzad, à Tunis.